# Equitazione ai Giochi della XXXI Olimpiade - Dressage individuale
La competizione di dressage individuale ai giochi olimpici della XXXI Olimpiade di Rio de Janeiro si è svolto il 10, 11, 12 e 15 agosto 2016 presso il Centro Nacional de Hipismo.
La vincitrice della competizione è stata la britannica Charlotte Dujardin con il cavallo Valegro.

## Format
Le competizioni di dressage a squadre e individuali utilizzavano gli stessi risultati. Il dressage consisteva in tre fasi, con l'ultima utilizzata solo per l'evento individuale. La prima fase era il Grand Prix. Gli individui passavano alla seconda fase, il Grand Prix Special, se facevano parte di una delle prime sette squadre o erano tra gli undici migliori concorrenti rimanenti. I primi 18 concorrenti nel Grand Prix Special (ignorando i punteggi del Grand Prix) passavano alla fase finale, il Grand Prix Freestyle. I risultati di questa fase (ignorando nuovamente i punteggi precedenti) producevano i risultati finali.

## Risultati

### Grand Prix
| Pos. | Nazionalità     | Cavaliere                 | Cavallo          | Pt.GP  | Note |
| ---- | --------------- | ------------------------- | ---------------- | ------ | ---- |
| 1    | Gran Bretagna   | Charlotte Dujardin        | Valegro          | 85.071 | Qt   |
| 2    | Germania        | Kristina Bröring-Sprehe   | Desperados FRH   | 82.257 | Qt   |
| 3    | Germania        | Dorothee Schneider        | Showtime FRH     | 80.986 | Qt   |
| 4    | Germania        | Isabell Werth             | Weihegold Old    | 80.643 | Qt   |
| 5    | Stati Uniti     | Laura Graves              | Verdades         | 78.071 | Qt   |
| 6    | Stati Uniti     | Steffen Peters            | Legolas 92       | 77.614 | Qt   |
| 7    | Germania        | Sönke Rothenberger        | Cosmo            | 77.329 | Qt   |
| 8    | Gran Bretagna   | Fiona Bigwood             | Orthilia         | 77.157 | Qt   |
| 9    | Paesi Bassi     | Hans Peter Minderhoud     | Johnson          | 76.957 | Qt   |
| 10   | Danimarca       | Cathrine Dufour           | Cassidy          | 76.657 | Qt   |
| 11   | Spagna          | Severo Jurado             | Lorenzo          | 76.429 | Q    |
| 11   | Svezia          | Tinne Vilhelmson-Silfvén  | Don Aurelio      | 76.429 | Qt   |
| 13   | Paesi Bassi     | Diederik van Silfhout     | Arlando          | 75.900 | Qt   |
| 14   | Russia          | Inessa Merkulova          | Mister X         | 75.800 | Q    |
| 15   | Gran Bretagna   | Carl Hester               | Nip Tuck         | 75.529 | Qt   |
| 16   | Paesi Bassi     | Edward Gal                | Voice            | 75.271 | Qt   |
| 17   | Stati Uniti     | Kasey Perry-Glass         | Dublet           | 75.229 | Qt   |
| 18   | Francia         | Karen Tebar               | Don Luis         | 75.029 | Q    |
| 19   | Svezia          | Juliette Ramel            | Buriel K.H.      | 74.943 | Qt   |
| 20   | Spagna          | Beatriz Ferrer-Salat      | Delgado          | 74.829 | Q    |
| 21   | Irlanda         | Judy Reynolds             | Vancouver K      | 74.700 | Q    |
| 22   | Svezia          | Patrik Kittel             | Deja             | 74.586 | Qt   |
| 23   | Danimarca       | Anna Kasprzak             | Donnperignon     | 73.943 | Qt   |
| 24   | Svizzera        | Marcela Krinke-Susmelj    | Molberg          | 72.700 | Q    |
| 25   | Stati Uniti     | Allison Brock             | Rosevelt         | 72.686 | Qt   |
| 25   | Gran Bretagna   | Spencer Wilton            | Super Nova II    | 72.686 | Qt   |
| 27   | Danimarca       | Agnete Kirk Thinggaard    | Jojo AZ          | 72.229 | Qt   |
| 28   | Canada          | Belinda Trussell          | Anton            | 72.214 | Q    |
| 29   | Svezia          | Mads Hendeliowitz         | Jimmie Choo SEQ  | 71.771 | Qt   |
| 30   | Francia         | Pierre Volla              | Badinda Altena   | 71.500 | Q    |
| 31   | Russia          | Marina Aframeeva          | Vosk             | 71.343 |      |
| 32   | Canada          | Megan Lane                | Caravella        | 71.286 |      |
| 33   | Austria         | Victoria Max-Theurer      | Della Cavalleria | 71.129 |      |
| 34   | Spagna          | Daniel Martin Dockx       | Grandioso        | 70.829 |      |
| 35   | Belgio          | Jorinde Verwimp           | Tiamo            | 70.771 |      |
| 36   | Australia       | Lyndal Oatley             | Sandro Boy       | 70.186 |      |
| 37   | Danimarca       | Anders Dahl               | Selten HW        | 69.900 | Qt   |
| 38   | Spagna          | Claudio Castilla Ruiz     | Alcaide          | 69.814 |      |
| 39   | Australia       | Mary Hanna                | Boogie Woogie    | 69.643 |      |
| 40   | Francia         | Ludovic Henry             | After You        | 69.214 |      |
| 41   | Ucraina         | Inna Logutenkova          | Don Gregorius    | 68.943 |      |
| 42   | Australia       | Kristy Oatley             | Du Soleil        | 68.900 |      |
| 43   | Corea del Sud   | Kim Dong-seon             | Bukowski         | 68.657 |      |
| 44   | Nuova Zelanda   | Julie Brougham            | Vom Feinsten     | 68.543 |      |
| 45   | Giappone        | Kiichi Harada             | Egistar          | 68.286 |      |
| 46   | Brasile         | João Victor Marcari Oliva | Xamã dos Pinhais | 68.071 |      |
| 47   | Brasile         | Giovana Pass              | Zingaro de Lyw   | 67.700 |      |
| 48   | Giappone        | Yuko Kitai                | Don Lorean       | 67.271 |      |
| 49   | Brasile         | Luiza de Almeida          | Vendaval         | 66.914 |      |
| 50   | Giappone        | Akane Kuroki              | Toots            | 66.900 |      |
| 51   | Messico         | Bernadette Pujals         | Rolex            | 66.757 |      |
| 52   | Italia          | Valentina Truppa          | Chablis          | 65.971 |      |
| 53   | Brasile         | Pedro de Almeida          | Xaparro do Vouga | 65.714 |      |
| 54   | Australia       | Sue Hearn                 | Remmington       | 65.343 |      |
| 55   | Francia         | Stéphanie Brieussel       | Amorak           | 65.114 |      |
| 56   | Sudafrica       | Tanya Seymour             | Ramoneur 6       | 63.929 |      |
| 57   | Palestina       | Christian Zimmermann      | Aramis 606       | 63.271 |      |
| 58   | Giappone        | Masanao Takahashi         | Fabriano         | 62.986 |      |
| 59   | Rep. Dominicana | Yvonne Losos de Muñiz     | Foco Loco W      | 61.300 |      |
| -    | Paesi Bassi     | Adelinde Cornelissen      | Parzival         | RT     |      |

### Grand Prix Speciale
| Pos. | Nazionalità   | Cavaliere                | Cavallo         | Pt.GPS | Note |
| ---- | ------------- | ------------------------ | --------------- | ------ | ---- |
| 1    | Germania      | Isabell Werth            | Weihegold Old   | 83.711 | Q    |
| 2    | Gran Bretagna | Charlotte Dujardin       | Valegro         | 82.983 | Q    |
| 3    | Germania      | Dorothee Schneider       | Showtime FRH    | 82.619 | Q    |
| 4    | Germania      | Kristina Bröring-Sprehe  | Desperados FRH  | 81.401 | Q    |
| 5    | Stati Uniti   | Laura Graves             | Verdades        | 80.644 | Q    |
| 6    | Spagna        | Severo Jurado            | Lorenzo         | 77.479 | Q    |
| 7    | Svezia        | Tinne Vilhelmson-Silfvén | Don Aurelio     | 77.199 | Q    |
| 8    | Spagna        | Beatriz Ferrer-Salat     | Delgado         | 76.863 | Q    |
| 9    | Gran Bretagna | Carl Hester              | Nip Tuck        | 76.485 | Q    |
| 10   | Germania      | Sönke Rothenberger       | Cosmo           | 76.261 |      |
| 11   | Paesi Bassi   | Diederik van Silfhout    | Arlando         | 76.092 | Q    |
| 12   | Danimarca     | Cathrine Dufour          | Cassidy         | 76.050 | Q    |
| 13   | Paesi Bassi   | Hans Peter Minderhoud    | Johnson         | 75.224 | Q    |
| 14   | Stati Uniti   | Steffen Peters           | Legolas 92      | 74.622 | Q    |
| 15   | Danimarca     | Anna Kasprzak            | Donnperignon    | 74.524 | Q    |
| 16   | Gran Bretagna | Fiona Bigwood            | Orthilia        | 74.342 | Q    |
| 17   | Irlanda       | Judy Reynolds            | Vancouver K     | 74.090 | Q    |
| 18   | Svezia        | Patrik Kittel            | Deja            | 73.866 | Q    |
| 19   | Stati Uniti   | Allison Brock            | Rosevelt        | 73.824 | Q    |
| 20   | Paesi Bassi   | Edward Gal               | Voice           | 73.655 |      |
| 21   | Gran Bretagna | Spencer Wilton           | Super Nova II   | 73.613 |      |
| 22   | Stati Uniti   | Kasey Perry-Glass        | Dublet          | 73.235 |      |
| 23   | Russia        | Inessa Merkulova         | Mister X        | 73.154 |      |
| 24   | Svizzera      | Marcela Krinke-Susmelj   | Molberg         | 72.885 |      |
| 25   | Francia       | Karen Tebar              | Don Luis        | 72.773 |      |
| 26   | Danimarca     | Agnete Kirk Thinggaard   | Jojo AZ         | 72.465 |      |
| 27   | Canada        | Belinda Trussell         | Anton           | 72.325 |      |
| 28   | Svezia        | Juliette Ramel           | Buriel K.H.     | 72.045 |      |
| 29   | Svezia        | Mads Hendeliowitz        | Jimmie Choo SEQ | 71.681 |      |
| 30   | Danimarca     | Anders Dahl              | Selten HW       | 71.232 |      |
| 31   | Francia       | Pierre Volla             | Badinda Altena  | 65.742 |      |

### Finale
| Pos. | Nazionalità   | Cavaliere                | Cavallo        | Pt.GPF | Note |
| ---- | ------------- | ------------------------ | -------------- | ------ | ---- |
|      | Gran Bretagna | Charlotte Dujardin       | Valegro        | 93.857 |      |
|      | Germania      | Isabell Werth            | Weihegold Old  | 89.071 |      |
|      | Germania      | Kristina Bröring-Sprehe  | Desperados FRH | 87.142 |      |
| 4    | Stati Uniti   | Laura Graves             | Verdades       | 85.196 |      |
| 5    | Spagna        | Severo Jurado            | Lorenzo        | 83.625 |      |
| 6    | Germania      | Dorothee Schneider       | Showtime FRH   | 82.946 |      |
| 7    | Gran Bretagna | Carl Hester              | Nip Tuck       | 82.553 |      |
| 8    | Svezia        | Tinne Vilhelmson-Silfvén | Don Aurelio    | 81.553 |      |
| 9    | Paesi Bassi   | Hans Peter Minderhoud    | Johnson        | 80.571 |      |
| 10   | Spagna        | Beatriz Ferrer-Salat     | Delgado        | 80.161 |      |
| 11   | Paesi Bassi   | Diederik van Silfhout    | Arlando        | 79.535 |      |
| 12   | Stati Uniti   | Steffen Peters           | Legolas 92     | 79.393 |      |
| 13   | Danimarca     | Cathrine Dufour          | Cassidy        | 78.143 |      |
| 14   | Danimarca     | Anna Kasprzak            | Donnperignon   | 76.982 |      |
| 15   | Stati Uniti   | Allison Brock            | Rosevelt       | 76.160 |      |
| 16   | Svezia        | Patrik Kittel            | Deja           | 76.018 |      |
| 17   | Gran Bretagna | Fiona Bigwood            | Orthilia       | 75.018 |      |
| 18   | Irlanda       | Judy Reynolds            | Vancouver K    | 75.696 |      |